# Vanguard Press
Vanguard Press (1926-1988) a fost o editură din Statele Unite ale Americii înființată pe baza unei subvenții de 100.000 de dolari din partea American Fund for Public Service (organizație de stânga), mai cunoscut sub numele de Garland Fund. În cursul anilor 1920, Vanguard Press a publicat o serie de cărți pe subiecte politice radicale, inclusiv studii despre Uniunea Sovietică, teorie socialistă și ficțiune politică ale unei serii de scriitori. Editura a primit o sumă totală de 155.000 dolari din partea Garland Fund, care a vândut-o apoi către managerul ei, James Henle. Acesta din urmă a devenit unicul proprietar în februarie 1932.
Vanguard Press a funcționat timp de 62 de ani ca o editură independentă respectată. Ea a publicat 500 de cărți (literatură de ficțiune, volume de poezie, non-ficțiune și literatură pentru copii) în decursul timpului, inclusiv primele cărți ale lui Nelson Algren, Saul Bellow, Marshall McLuhan, Joyce Carol Oates și Dr. Seuss. Compania a fost vândută către Random House în octombrie 1988.
În cartea sa ce prezintă istoria editurilor americane, Between Covers (1987), John Tebbel a scris: „Vanguard nu a devenit niciodată o editură mare și importantă, dar a continuat să publice cărți de calitate, an după an”.

## Istoria companiei

### Înființarea
Consiliul directorilor American Fund for Public Service, mai cunoscut sub numele de Garland Fund, a decis în ședința sa din mai 1926 alocarea sumei de 100.000 $ pentru înființarea Vanguard Press. Noua editură avea scopul de a republica lucrările gânditorilor politici de stânga la un cost accesibil și de a publica noi titluri considerate „nepublicabile” de către editurile comerciale ale vremii. Printre redactorii și directorii noii edituri se numărau Jacob Baker, Roger Baldwin, Elizabeth Gurley Flynn, Clinton Golden, Louis Kopelin, Bertha Mailly, Scott Nearing și Rex Stout. Stout a acceptat postul de președinte și l-a deținut până în 1928, când Garland Fund a stopat subvenționarea editurii, iar James Henle a devenit președinte.
Editura Vanguard a avut sediul pe Fifth Avenue din New York, inițial în clădirea de pe 80 Fifth Avenue înainte de a se muta în clădirea de pe 100 Fifth Avenue în 1928. La mijlocul anilor 1930 firma s-a mutat într-o clădire nouă de pe 424 Madison Avenue.

### Vânzarea către James Henle
În februarie 1932, James Henle, președinte al Vanguard Press în ultimii trei ani, a devenit unicul proprietar al editurii. Fost reporter la New York World, Henle a semnat mai multe articole scandaloase. Unul dintre cele mai mari succese ale editurii Vanguard a fost 100,000,000 Guinea Pigs (1933), un articol despre produsele de consum periculoase scris de Arthur Kallet, care a fondat trei ani mai târziu Uniunea Consumatorilor și revista Consumer Reports. Acesta a fost urmat de o continuare cu un succes similar intitulată „Counterfeit”, în care autorul a făcut apel pentru încheierea producției pentru profit și s-a identificat el însuși ca un comunist.
Vanguard Press și-a câștigat o reputație prin publicarea unor opere noi de ficțiune și non-ficțiune, poezie, literatură pentru copii și tineri. Vanguard a publicate primele două cărți ale lui Dr. Seuss și Saul Bellow, și primele cărți ale lui Nelson Algren, Calder Willingham și Marshall McLuhan. A publicat Auntie Mame (1955), un roman de benzi desenate respins de o duzină de editori înainte de a devenit un bestseller de moment. Vanguard a publicat apoi romanele Podul peste Raul Kwai (1954) și Planeta maimuțelor" (1963) ale lui Pierre Boulle, prima carte a lui Joyce Carol Oates, plus încă 20 (inclusiv romanul Them, câștigător al National Book Award în anul 1970).

### Vânzarea către Random House
Evelyn Shrifte a fost președinte al Vanguard Press timp de 36 de ani, până când, în octombrie 1988, compania a fost vândută către Random House. Ea a spus ziarului New York Times că vânzarea editurii independente vechi de 62 de ani a fost determinată de starea de sănătate precară a unora dintre investitorii Vanguard. Cele 500 de cărți valoroase publicate de Vanguard Press au fost achiziționate de Random House, deși au mai fost republicate încă 10 ani cu marca Vanguard Press pe prima pagină.

## Autori
Numele autorilor sunt urmate de anul asocierii lor cu Vanguard Press.
- Karin Abarbanel (1975)
- Leonard D. Abbott (1926)
- Raymond H. Abbott (1986)
- Mena Abdullah (1983)
- P. B. Abercrombie (1946)
- Frank Adams (1952)
- Jean Adhémar (1955)
- J. Bentley Aistrop (1955–1961)
- Elizabeth Perkins Aldrich (1942)
- Nelson Algren (1935)
- Mabel Esther Allan (1952–1974)
- Robert S. Allen (1947–1950)
- E. M. Almedingen (1964–1974)
- Gulielma Fell Alsop (1941–1947)
- Ian Andersen (1976–1978)
- Madelyn Klein Anderson (1983)
- Nels Anderson (1931)
- Raymond Andrieux (1943–1945)
- Samuel Antek (1963)
- Sebastian Juan Arbo (1955)
- R. Page Arnot (1927)
- Claude Arthaud (1956)
- Nancy Asbaugh (1971)
- Herbert Asbury (1928)
- Edith Lesser Atkin (1976)
- Wallace W. Atwood (1945–1975)
- Vickey Aubrey (1982)
- Michel Audrain (1955)
- Leonora Baccante (1931)
- Walter Bacon (1941–1961)
- Denys Val Baker (1947–1974)
- Jacob Baker (1937)
- Nancy C. Baker (1978–1980)
- Nina Brown Baker (1941–1948)
- Roger N. Baldwin (1927)
- Evelyn I. Banning (1965–1973)
- Jane B. Barkley (1958)
- Nigel Barley (1984)
- Harry Elmer Barnes (1929)
- James Wyman Barrett (1931–1941)
- Judith S. Baughman (1974)
- Julius Baum (1956)
- Charles A. Beard (1930)
- Cynon Beaton-Jones (1956)
- John Beecher (1980)
- David Belasco (1929)
- Edward Bellamy (1927)
- Saul Bellow (1944–1947)
- Marion Benasutti (1966)
- M. J. Benadette (1937)
- Lowell Bennett (1943–1945)
- Silas Bent (1931–1932)
- Ruth Berggren (1987)
- Alexander Berkman (1929)
- M. Bevan-Brown (1950)
- F. Russell Bichowsky (1935)
- Robert C. Binkley (1930)
- Robert Montgomery Bird (1928)
- Charles Blackburn (1980)
- John Haldane Blackie (1927)
- Robert Blatchford (1927)
- Godfrey Blunden (1956–1968)
- Sam Boal (1954)
- R. S. Boggs (1960)
- Alain Bombard (1957)
- Michael Bor (1984)
- Karl Borders (1927)
- James Boswell (1930)
- Jean Bothwell (1954)
- Phyllis Bottome (1956–1962)
- Pierre Boulle (1954–1986)
- Olwen Bowen (1969)
- W. E. Bowman (1956)
- George A. Boyce (1974)
- Emerson O. Bradshaw (1926)
- H. N. Brailsford (1927)
- Max Brand (1928)
- Evan Brandon (1955)
- Brian Branston (1958)
- Herbert Brean (1958)
- Jean de La Brète (1958)
- Ruth Brindze (1937–1973)
- George Britt (1931)
- Emma L. Brock (1961)
- Warren Edwin Brokaw (1927)
- Jocelyn Brooke (1955–1961)
- Heywood Broun (1931)
- Earl Browder (1936)
- George Mackay Brown (1984–1986)
- Howard Brubaker (1932)
- Matthew J. Bruccoli (1974)
- Matt Bryant (1954)
- Lamont Buchanan (1951–1952)
- Samuel Buchler (1933)
- Henry Thomas Buckle (1926)
- Mark H. Burch (1986)
- Mary Burlingham (1943)
- Ben Lucien Burman (1977–1980)
- Constance B. Burnett (1960–1965)
- Whit Burnett (1933–1934)
- Robert Elliott Burns (1932)
- John Burress (1952–1958)
- William Byrd (1928)
- Harold Augustin Calahan (1935–1944)
- Arthur Wallace Calhoun (1932)
- Hal Jason Calin (1954)
- Julian Callender (1958)
- William Camp (1968-1978)
- Ivan Cankar (1926)
- Edward Carpenter (1928)
- Helene Carter (1949)
- Rosario Castellanos (1960)
- Frances Cavanah (1961-1965)
- Cam Cavanaugh (1978)
- William Henry Chamberlin (1945)
- Winifred L. Chappell (1927)
- Virginia Chase (1971)
- Alfred Chester (1956–1957)
- B. J. Chute (1986)
- Donald Henderson Clarke (1929–1951)
- Robert S. Close (1947)
- Hannah Closs (1959-1967)
- Yvonne Cloud (1934)
- Frank O. Colby (1941)
- Kenneth Colegrove (1944)
- McAlister Coleman (1929)
- Groff Conklin (1951–1955)
- Cyril Connolly (1946)
- Sybil Conrad (1967)
- Brian Cooper (1956–1968)
- Lettice Cooper (1961–1963)
- Matthew H. Cooper (1984–1985)
- Frank Corsaro (1978)
- Irene E. Cory (1968)
- March Cost (1939–1973)
- Malcolm Cowley (1951)
- Edward P. Costigan (1940)
- Neil Cotten (1962)
- Sheila Cousins (1938–1939)
- Laurence E. Crooks (1938)
- Beverly Cox (1977)
- Cynthia Cox (1959)
- Leslie Croxford (1974)
- William Cunningham (1935-1936)
- Morgan Cunnington (1932)
- N. R. Danielian (1939)
- Clarence Darrow (1929)
- Harry Davis (1944)
- Stanley L. Davis Sr. (1977)
- Jean de la Brete (1958)
- Josué de Castro (1970)
- Floyd Dell (1929)
- Beatrice Schenk de Reginiers (1963)
- Robert De Vries (1954)
- Shirley Deane (1965–1968)
- Paul Dehn (1957)
- William Demby (1957)
- Mary Dennett (1930)
- Nigel Dennis (1955–1974)
- Patrick Dennis (1955–1956)
- Ann Wisema Denzer (1961)
- Roy Dickinson (1939)
- Pat Diska (1954)
- Ambrose Doskow (1935)
- Henry Burgess Drake (1929)
- John William Draper (1926–1927)
- Robert W. Dunn (1927–1950)
- James Francis Dwyer (1929)
- William Edge (1927)
- Monica Edwards (1950)
- Herbert B. Ehrmann (1933)
- Havelock Ellis (1936)
- Lord Elton (1961)
- Anne Emery (1946-1950)
- Duncan Emrich (1949-1950)
- Guy Endore (1934)
- Frederick Engels (1931)
- Abraham Epstein (1928)
- Rainer Esslen (1976)
- Jean Estoril (1961)
- Willie Snow Ethridge (1944–1973)
- Hilary and Dik Evans (1977)
- Nat Falk (1933)
- Rowena Farre (1942–1964)
- James T. Farrell (1930–1957)
- Howard Ferguson (1966)
- Frank Feuchtwanger (1954)
- Sara Bard Field (1949)
- Flora Fifield (1957)
- Charles G. Finney (1937)
- Alan E. Fisher (1941)
- Vardis Fisher (1939–1966)
- Bertrand Flornoy (1956)
- William Floyd (1930)
- Jonathan Titulescu Fogarty (1950)
- Martha Foley (1933–1934)
- Charles Henri Ford (1945)
- Ford Madox Ford (1963)
- Bertram B. Fowler (1936–1938)
- Marion Denman Frankfurter (1930)
- Edward Franklin (1964-1965)
- Myrtle Franklin (1984)
- Ellis Freeman (1940)
- Joseph Freeman (1930)
- Kathleen Freeman (1975)
- Herbert E. French (1942–1945)
- Martin Freud (1958)
- Albert W. Fribourg (1934)
- Elsbeth E. Fruedenthal (1940)
- Daniel Fuchs (1934–1937)
- James Fuchs (1926)
- Allen Funt (1952)
- Charles W. Gardner (1931)
- Gilson Gardner (1932)
- Roland Gant (1961–1968)
- Joseph Gantner (1956–1965)
- Eve Garnett (1937–1960)
- Richard Garnett (1963–1966)
- John Gee (1960)
- Theodor Geisel (1937–1938)
- Henry George (1929)
- Peter Gibbs (1956)
- John Gibson (1940)
- Margaret Gibson (1978–1980)
- Duff Gilfond (1932–1940)
- Jill Gill (1971)
- Daniel Gilles (1962)
- Margaret Gillett (1957–1967)
- Phillip Gillon (1952)
- Mary Elizabeth Given (1931)
- Seon Givens (1946–1963)
- Jay Gluck (1963)
- Rumer Godden (1951)
- Rube Goldberg (1954)
- Louis Golding (1958)
- Joseph Gollomb (1943–1949)
- Paul Goodman (1945–1947)
- Warren Goodrich (1957)
- Lev Goomilevsky (1930)
- Carroll Graham (1930–1934)
- Garrett Graham (1930–1944)
- Kathleen B. Granger (1966)
- C. Hartley Grattan (1929)
- Genevieve Greer (1946)
- Marcus Griffin (1933)
- Paul Griffith (1972)
- Geoffrey Grigson (1959–1969)
- Jane Grigson (1964–1967)
- Robert Gross (1979)
- John Groth (1945)
- Irmgard Groth-Kimball (1954)
- Ernest Gruening (1931)
- Dorothy Guck (1968)
- Bernard Guilbert Guerney (1943)
- Ernst Haeckel (1926–1927)
- Lynn and Dora B. Haines (1930)
- Charlotte Haldane (1950)
- T. J. Hale (1984)
- Thomas J. Hamilton (1943)
- Charles H. Hamlin (1927–1936)
- William A. Hamm (1927)
- Eric M. Hammel (1981)
- Cliff Hankin (1968)
- Alberta Pierson Hannum (1969)
- Jack Hardy (1927)
- Allanah Harper (1976–1987)
- Reed Harris (1932)
- Elsie Hart (1941)
- Ernest H. Hart (1977)
- Marion R. Hart (1938–1953))
- Rupert Hart-Davis (1985)
- Ilma Haskins (1973)
- Frieda Hauswirth (1930–1932)
- H. F. Heard (1941–1980)
- John Hearne (1961)
- Francois Hebert-Stevens (1956)
- Julius F. Hecker (1927)
- M. H. Hedges (1927)
- Eugene Heimler (1949–1960)
- Maurice Helbrant (1941)
- John Held, Jr. (1930–1937)
- Ernest Hemingway (1945–1949)
- Theda O. Henle (1971)
- John M. Henry (1952)
- George W. Herald (1943)
- Fred Herman (1943)
- Garnett Hewitt (1981)
- William Heyen (1974–1981)
- Paul R. Heyl (1933)
- Earle Hill (1972)
- Howard Hillman (1975–1981)
- Helen Hinckley (1946)
- Thomas Hinde (1964–1966)
- Ira A. Hirschmann (1946)
- Amy Hogeboom (1945–1956)
- Elizabeth Sanxay Holding (1930)
- Janice Holland (1958)
- Oliver Wendell Holmes (1929)
- Ralph Y. Hopton (1934)
- M. A. DeWolfe Howe (1946)
- Jessie Wallace Hughan (1928)
- Rolfe Humphries (1937)
- Peter Hunt (1934)
- Edward Hunter (1951)
- Joan Hurling (1979–1981)
- Julian Huxley (1956)
- René Huyghe (1956)
- V. S. Ianovskii (1972)
- William Inglis (1932)
- Ann Ireland (1986)
- Susan Isaacs (1938)
- Panait Istrati (1930–1931)
- Vsevolod Ivanov(1935)
- Gardner Jackson (1930)
- Geoffrey Jackson (1974)
- Robert Jackson (1976)
- Bernard Jacobson (1979)
- Moritz A. Jagendorf (1938–1980)
- Leland H. Jenks (1928)
- Chris Jenkyns (1954)
- Edgar Jepson (1929)
- Eyvind Johnson (1960–1971)
- Eugene Jolas (1949)
- Bruce E. Jones (1987)
- Philip D. Jordan (1957)
- Franz Kafka (1946)
- Sholom J. Kahn (1957)
- Arthur Kallet (1935)
- David Karp (1953)
- Lila Karp (1969)
- Sara Kasdan (1957–1985)
- Monica Kehoe (1957–1961)
- Rick Kemmer (1975)
- Edna Kenton (1954)
- John Killinger (1980)
- George W. Kirchwey (1929)
- Elizabeth Kirtland (1958)
- Beate Klarsfeld (1975)
- George Kleinsinger (1948)
- Samuel G. and Esther B. Kling (1947)
- Melvin M. Knight (1928)
- Alexandra Kollontai(1929)
- Hazel Krantz (1961–1968)
- Miroslav Krleža (1972–1976)
- Peter Kropotkin (1926–1936)
- Joseph Krumgold (1935)
- Joseph Kloman (1934)
- Wolfgang Koeppen (1961)
- Delia Kuhn (1963)
- Shiv K. Kumar (1983)
- Suzanne Labin (1955)
- Harry W. Laidler (1926–1937)
- Alice Elinor Lambert (1932–1933)
- Richard Lannoy (1955)
- Garibaldi M. Lapolla (1931)
- Harold A. Larrabee (1928)
- Gosta Larsson (1941)
- Denise Lassimonne (1966)
- Emanuel H. Lavine (1930-1936)
- George Lawton (1949)
- Pauline Leader (1946)
- Sylvia Leao (1943)
- William Edward Hartpole Lecky (1926–1927)
- Jack J. Leedy (1986)
- Thomas B. Leekley (1956-1965)
- John Lehmann (1970)
- Madeleine L'Engle (1945–1968)
- Vladimir Ilyich Lenin (1926)
- Branko Lenski (1965)
- Frank Leslie (1960)
- Myron Levoy (1968)
- Grant Lewi (1935)
- Arthur H. Lewis (1955)
- Leslie Lieber (1954)
- Alfred Lief (1929-1931)
- Emanuel Litvinoff(1959)
- Robin Lloyd (1976)
- Amelia Lobsenz (1951)
- Edith Raymond Locke (1965)
- Robin Bruce Lockhart (1986)
- Jack London (1926)
- Gabrielle Lord (1983)
- Richard Lourie (1973)
- Constance Loveland (1958)
- Bruce Lowery (1961-1972)
- Mochtar Lubis (1963)
- Christopher Lucas (1974)
- Ferdinand Lundberg (1937)
- Mary Lutyens (1965–1967)
- John Henry Lyons (1942)
- Coleman McAlister (1929)
- Mary Frances McBride (1941)
- Neil McCallum (1951)
- Josephine McCarthy (1944)
- Marshall McClintock (1939–1941)
- Dwight Macdonald (1948)
- Bruce McGinnis (1979–1981)
- Thomas McGrath (1960)
- Ralph McInerny (1977-1986)
- Compton Mackenzie (1928)
- Norman MacKenzie (1965)
- Silas Bent McKinley (1941)
- Jim McKone (1966–1970)
- Robin McKown (1963)
- Marshall McLuhan (1951)
- Francis Elsmer McMahon (1945)
- E. S. Madden (1961)
- Leroy K. Magness (1975)
- Cecil Maiden (1960–1962)
- Gladys Malvern (1964–1972)
- Seon Manley (1959-1986)
- Alicia Markova (1961)
- Margaret Alexander Marsh (1928)
- W. Lockwood Marsh (1929)
- Ben Martin (1939–1940)
- Ron Martin (1986)
- Linda Marvin (1943)
- Karl Marx (1926–1931)
- Ray Mathew (1983)
- Norman H. Matson (1930)
- Julian Mayfield (1957–1958)
- Muriel Merkel (1985)
- Edith Patterson Meyer (1974–1976)
- Allan A. Michie (1939)
- Jane Miller (1947)
- Toni Miller (1954)
- George Fort Milton (1942)
- Edwin Valentine Mitchell (1946–1979)
- David Molnar (1929)
- Ferenc Molnár (1929)
- Paolo Monelli (1954)
- R. H. Montgomery (1940)
- Nancy Moore (1957–1963)
- Henry Morgan (1964)
- Peter Morland (1928)
- William Morris (1926)
- Nancy Brysson Morrison (1960–1969)
- Lona Mosk (1934)
- Marie Murphy Mott (1963)
- A. A. Murray (1957–1959)
- William Murray (1955)
- Paul Myers (1986–1987)
- V. S. Naipaul (1959–1960)
- Lensey Namioka (1979–1986)
- Kathryn Natale (1977)
- Terry Nation (1977–1978)
- Harry Edward Neal (1954)
- Alan Neame (1961)
- Scott Nearing (1926–1932)
- Richard L. Neuberger (1937)
- Martin Andersen Nexø (1938)
- Aage Krarup Nielsen (1936)
- Edna Nixon (1961)
- Francis Noel-Baker (1955)
- Seiji Noma (1934)
- Suzanne Normand (1929)
- E. S. Northrop (1933)
- Joyce Carol Oates (1963–1979)
- Lee Olds (1960)
- Patrick O'Mara (1933)
- Mark Oliver (1961)
- Franz Oppenheimer (1926)
- Ralph Y. Opton (1934)
- Evelyn Page (1964)
- Massimo Pallottino (1955)
- Bissell B. Palmer (1935)
- Dewey H. Palmer (1938)
- E. Clephan Palmer (1954)
- Rachel Lynn Palmer (1936)
- Derek Parker (1970)
- Albert Parry (1976)
- Catherine Owens Peare (1951–1987)
- Moshe Pearlman (1964)
- Roderick Peattie (1942–1952)
- Kendal J. Peel (1983)
- Ralph Barton Perry (1940–1944)
- Roger Peyrefitte (1953)
- M. C. Phillips (1934)
- Robert Phillips (1967–1979)
- Morris H. Philipson (1964)
- Carl Pidoll (1956-1961)
- F. A. Plattner (1957)
- Marcel Pobé (1956)
- Léon Poliakov (1965–1986)
- Louis Freeland Post (1926–1930)
- R. W. Postgate (1926–1936)
- Harford Powel (1949)
- Newman Powell (1977)
- Anthony Powell (1934)
- Fred Powledge (1979)
- Stanley Price (1961)
- Henry F. Pringle (1928)
- Eric Protter (1965–1985)
- P. J. Proudhon (1927)
- John Purcell (1944–1982)
- Barbara Pym (1957)
- Peter Rabe (1955)
- Gerald Raftery (1964–1967)
- Emily Raimondi (1974)
- Vance Randolph (1926–1934)
- Felix Ray (1932)
- Grantly Dick-Read (1950)
- John Reed (1927)
- Rosser Reeves (1980)
- Guenter Reimann (1939–1942)
- Ben Reitman (1931)
- Muriel Resnik (1956)
- Abraham Revusky (1935–1936)
- Frank Rhylick (1939)
- Phillip M. Richards (1957)
- Joanna Richardson (1952)
- James Fred Rippy (1931)
- David Roberts (1968–1970)
- Lura Robinson (1948)
- Paul Robinson (1977–1982)
- John W. Rockefeller Jr. (1962–1963)
- Harry Rogoff (1930)
- A. J. Rongy (1933)
- Frank Rooney (1954–1956)
- Sadie Mae Rosebrough (1951)
- Bill D. Ross (1985)
- George Maxim Ross (1960–1961)
- Holly Roth (1954)
- Carolyn Rothstein (1934)
- Herbert Ruhm (1961)
- John Ruskin (1926)
- Robert W. Russell (1962–1973)
- Peggy Rutherfoord (1958)
- Nicola Sacco (1920)
- Gordon Sager (1950)
- A. S. Sachs (1927)
- William St. Clair (1977)
- Jany Saint-Marcoux (1958)
- William Sansom (1945)
- Gordon Clark Schloming (1978)
- Alexander L. Schlosser (1933–1934)
- Michael Schmidt (1982–1987)
- L. Seth Schnitman (1933)
- Pearle Henricksen Schultz (1967–1975)
- Cathleen Schurr (1950)
- Delmore Schwartz (1979)
- Gabriel Scott (1928)
- Hardiman Scott (1984–1986)
- Grace Scribner (1927)
- Ronald Searle (1954–1959)
- Laurette Séjourné (1956)
- Elliot Selby (1960)
- Margaret Cabell Self (1966)
- Ramon J. Sender (1948)
- Toni Sender (1939)
- E. K. Seth-Smith (1957)
- Burr Shafer (1950–1963)
- Moshe Shamir (1958)
- William V. Shannon (1950)
- George Bernard Shaw (1926–1957)
- M. P. Shiel (1928–1937)
- Lee Shippey (1948)
- Hilda Simon (1969–1978)
- William Gayley Simpson (1935)
- Dorothy Rice Sims (1944)
- Upton Sinclair (1927–1931)
- Israel Joshua Singer (1938–1970)
- L. E. Sissman (1975)
- Paula Elizabeth Sits (1957)
- Edith Sitwell (1946–1970)
- Caroline Slade (1936–1948)
- Cornelius Slater (1987)
- Florence Slobodkin (1958–1986)
- Louis Slobodkin (1944–1986)
- Agnes Smedley (1938)
- Jessica Smith (1928)
- Pauline Smith (1927–1963)
- Ruth Smith (1946)
- Harry Sootin (1959–1960)
- Marcos Spinelli (1965)
- Benedict Spinoza (1943)
- Anne Nall Stallworth (1971–1984)
- Stella Standard (1946)
- Siegfried Stander (1984)
- Richard Stanley (1961)
- Michael Stapleton (1955)
- Bradley L. Steele (1988)
- Arthur Stein (1933)
- Charlotte Steiner (1943)
- Edith M. Stern (1934)
- Virginia F. Stern (1965)
- Clifford Stone (1976)
- Rex Stout (1929–1931)
- Flora Strousse (1962)
- Showell Styles (1956–1965)
- Edward Dean Sullivan (1929–1934)
- L. E. Sussman (1975)
- Clarence L. Swartz (1927)
- J. Carter Swaim (1965)
- O. Tanin (1936)
- Frank Tarbeaux (1930)
- Gordon Rattray Taylor (1954)
- Jay L. B. Taylor (1926)
- Courtenay Terrett (1930)
- Harrison Cook Thomas (1927)
- Norman Thomas (1926–1937)
- Francis J. Thompson (1953–1967)
- Henry David Thoreau (1930)
- Henry and Freda Thornton (1939)
- Doris G. Tobias (1948)
- Leo Tolstoy (1926)
- John Tully (1934)
- Geoffrey Trease (1945–1968)
- Newell R. Tripp (1927)
- Paul Tripp (1948)
- Johannes Troyer (1957)
- Benjamin Tucker (1926)
- Cyril T. Tucker (1965)
- Catherine Turlington (1948)
- Allan Turpin (1965)
- Parker Tyler (1948)
- Joseph W. Valentine (1963)
- Joseph Van Raalte (1931)
- Bartolomeo Vanzetti (1931)
- Thorstein Veblen (1926)
- Ilias Venezis (1956)
- Ange Vlachos (1964)
- Voltaire (1929)
- Robert Emmet Wall (1981)
- Stephen Walton (1967)
- James Peter Warbasse (1927)
- Betty Waterton (1980)
- Alan Watts (1953–1959)
- Edith Lucie Weart (1948)
- Harriett Weaver (1974)
- Etta Webb (1937)
- H. G. Wells (1927–1940)
- Virginia Weng (1980)
- Bruce Wery (1961)
- Charles H. Wesley (1927)
- Leon Whipple (1927)
- Leon F. Whitney (1954)
- Bette Ward Widney (1968)
- Ester Wier (1964)
- Oscar Wilde (1928)
- Ira S. Wile (1934)
- Geoffrey Willans (1954–1959)
- Annie Williams-Heller (1944)
- Calder Willingham (1947–1969)
- Lucy L. W. Wilson (1928)
- John K. Winkler (1929–1934)
- Stephen Winsten (1949)
- Ann Woddin (1985)
- Charles Erskine Scott Wood (1927–1949)
- Clement Wood (1926–1930)
- James Wood (1959–1969)
- William Wordsworth (1983)
- John M. Work (1927)
- Dale Worsley (1980)
- Wladimir S. Woytinsky (1961–1962)
- A. D. Wraight (1965)
- Helena Wright (1931–1932)
- Violet Wyndham (1958–1964)
- Yaacov Yannai (1965)
- Vassily S. Yanovsky (1972)
- Avrahm Yarmolinsky (1928)
- E. Yohan (1936)
- Robert York (1986)
- Art Young (1936)
- Hugh Zachary (1986)
- Arthur Zaidenberg (1956–1968)
- Marya Zaturenska (1974)